# Красный карлик (телесериал)
«Кра́сный ка́рлик» (англ. Red Dwarf) — культовый британский научно-фантастический комедийный телесериал, выходивший на канале BBC Two с 1988 по 1999 год и на канале Dave с 2009 по настоящее время. Включает двенадцать полных сезонов (если считать мини-сериал «Возвращение на Землю»), премьера последнего из которых состоялась в октябре 2017 года.
Сериал был создан Робом Грантом и Дугом Нейлором. Помимо телесериала также увидели свет четыре романа, радиопьеса, два пилотных эпизода для американской версии сериала, множество книг, журналов и другой разнообразной продукции.
Несмотря на то, что события сериала происходят в научно-фантастическом мире, «Красный карлик» прежде всего комедия характеров с научно-фантастическими элементами. Ранние эпизоды в основном строились на отношениях непохожих персонажей в стиле «странной парочки». Главными героями стали Дейв Листер, последний живой человек, и Арнольд Риммер, голограмма его мёртвого соседа по комнате. Также среди постоянных персонажей имеются Кот (человекоподобное существо, произошедшее от потомков кошки Листера), бортовой компьютер Холли, обслуживающий механоид Крайтен и Кристин Кочански.
Сериал был тепло встречен критиками и не раз получал престижные телевизионные премии.

## Сюжет и сеттинг
Основное место действия — гигантский горнодобывающий космический корабль «Красный карлик». Корабль принадлежит Горной компании Юпитера, его габариты: 9,7 км в длину, 6,4 км в высоту, 4,8 км в ширину. В первом эпизоде, события которого происходят примерно в XXII веке, смертельный выброс радиации убивает на корабле всё живое, кроме младшего техника Дэйва Листера, находившегося в замедлителе времени, и его беременной кошки Франкенштейн, находившейся в грузовом отсеке. Холли — бортовой компьютер «Красного карлика» — держит Листера в замедлителе до тех пор, пока уровень радиации не спадёт до безопасного, что занимает 3 млн лет. Таким образом Листер фактически оказывается последним представителем человеческой расы, но не единственной формой жизни на борту судна. Чтобы Листер не сошёл с ума, Холли воскрешает в виде голограммы его соседа по каюте и непосредственного начальника Арнольда Риммера, которого по жизни преследуют неудачи. Также на корабле обитает человекоподобное существо, известное как Кот, которое произошло от кошки Листера.
В начале сериала основной задачей Листера и его спутников является возвращение на Землю. С началом своего путешествия команда «Красного карлика» сталкивается со временными искажениями, путешествием быстрее скорости света, мутантами и странными болезнями, возникшими за последние 3 млн лет. В начале второго сезона они спасают с давно разбитого космического судна обслуживающего механоида Крайтена. Первоначально он должен был появиться лишь в одной серии, но для третьего сезона его сделали постоянным персонажем. В конце пятого сезона «Красный карлик» был угнан неизвестными и в течение двух сезонов главные герои продолжают путешествие на маленьком корабле «Звёздный жук», побочным результатом чего стала потеря контакта с Холли. В седьмом сезоне Риммер покидает экипаж, чтобы отправиться в параллельную вселенную, где он должен стать новым «Асом Риммером» (своей более удачной копией из параллельного мира). Вскоре после этого экипаж обнаруживает туннель в параллельную вселенную, где они встречают Кристин Кочански (давнюю любовь Листера), которая из-за разрыва туннеля вынуждена присоединиться к экипажу. В конце седьмого сезона выяснилось, что в краже «Красного карлика» виноваты наноботы Крайтена.
В восьмом сезоне при помощи тех самых наноботов происходит восстановление «Красного карлика» вместе с его погибшей командой (включая Риммера). Листера и его спутников обвиняют в крушении «Звёздного жука» и контрабанде и приговаривают к 18 месяцам заключения. Сезон заканчивается тем, что космический вирус поедает конструкции корабля, что заставляет эвакуироваться весь экипаж, кроме Риммера, который пытается найти средство против вируса, но встречается лицом к лицу со Смертью (она сразу же получает от него ногой в промежность).
Дополнительный сезон «Возвращение на Землю» повествует о событиях, произошедших спустя 9 лет после событий последней серии. Кочански и Риммер мертвы, последний вновь возвращён в виде голограммы. На судне недостаточно воды, пытаясь выяснить причину этого, экипаж натыкается на галлюциногенного кальмара, чернила которого заставляют экипаж погрузиться в иную реальность, где они узнают, что являются просто персонажами телесериала и встречаются с актёрами и создателем сериала, которого они убивают, чтобы он не закончил сериал с ними. Потом они обнаруживают, что этот мир является лишь галлюцинацией. Листер встречает в ней погибшую Кочански, которая уговаривает его не просыпаться и остаться с ней, но Листер решает вернуться к своим друзьям.
Начиная с десятого сезона Листер вновь путешествует с Крайтеном, Котом и Риммером-голограммой. На момент финала двенадцатого сезона не было конкретно подтверждено, является ли Риммер тем самым, который переместился в параллельную вселенную, тем, которого воскресили наноботы, или неким третьим воплощением. По сюжету он обладает воспоминаниями всех этих воплощений.

## Основные персонажи и актёры

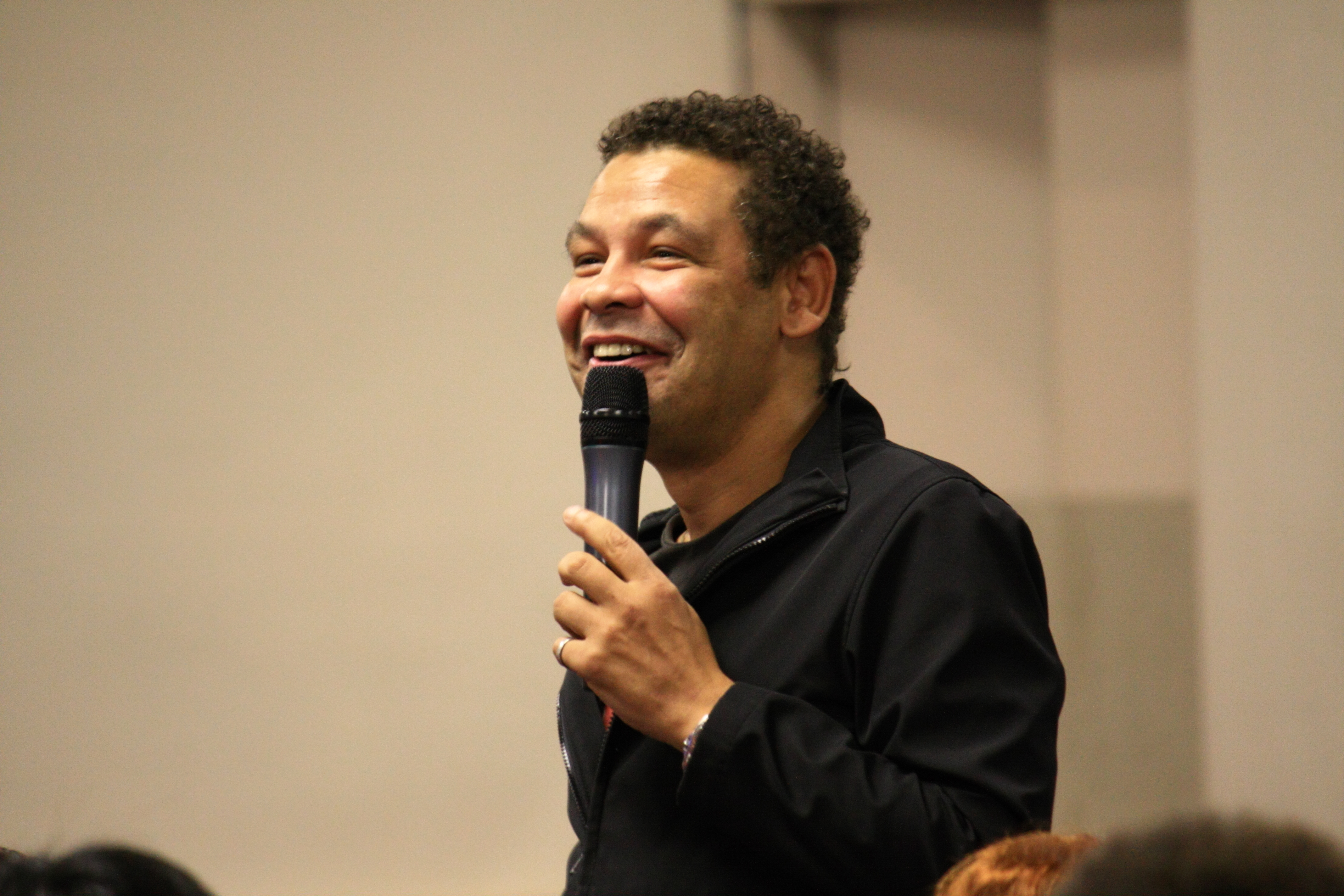
Крэйг Чарльз

- Дэйв Листер (Крэйг Чарльз[англ.]). Техник низшего ранга на борту судна перед аварией, имевший мечту вернуться на Землю и завести ферму на Фиджи, но это стало невозможным после аварии на корабле, сделавшей его последним представителем человеческой расы. Он очень любит карри, пиво и свою гитару, хотя не умеет играть. Неопрятен и не блещет умом, но смел, честен, добрый малый, в общем симпатяга. Категорически не желает карьерного роста. В дальнейшем у него рождается трое сыновей — двое близнецов (один из них погибает во время аварии в рубке) и, как ни странно, он сам. Себя-младенца он оставляет в баре в коробке с надписью «Уроборос». Согласно пророчеству Листер умрёт в возрасте 181 года, пытаясь зубами расстегнуть лифчик.

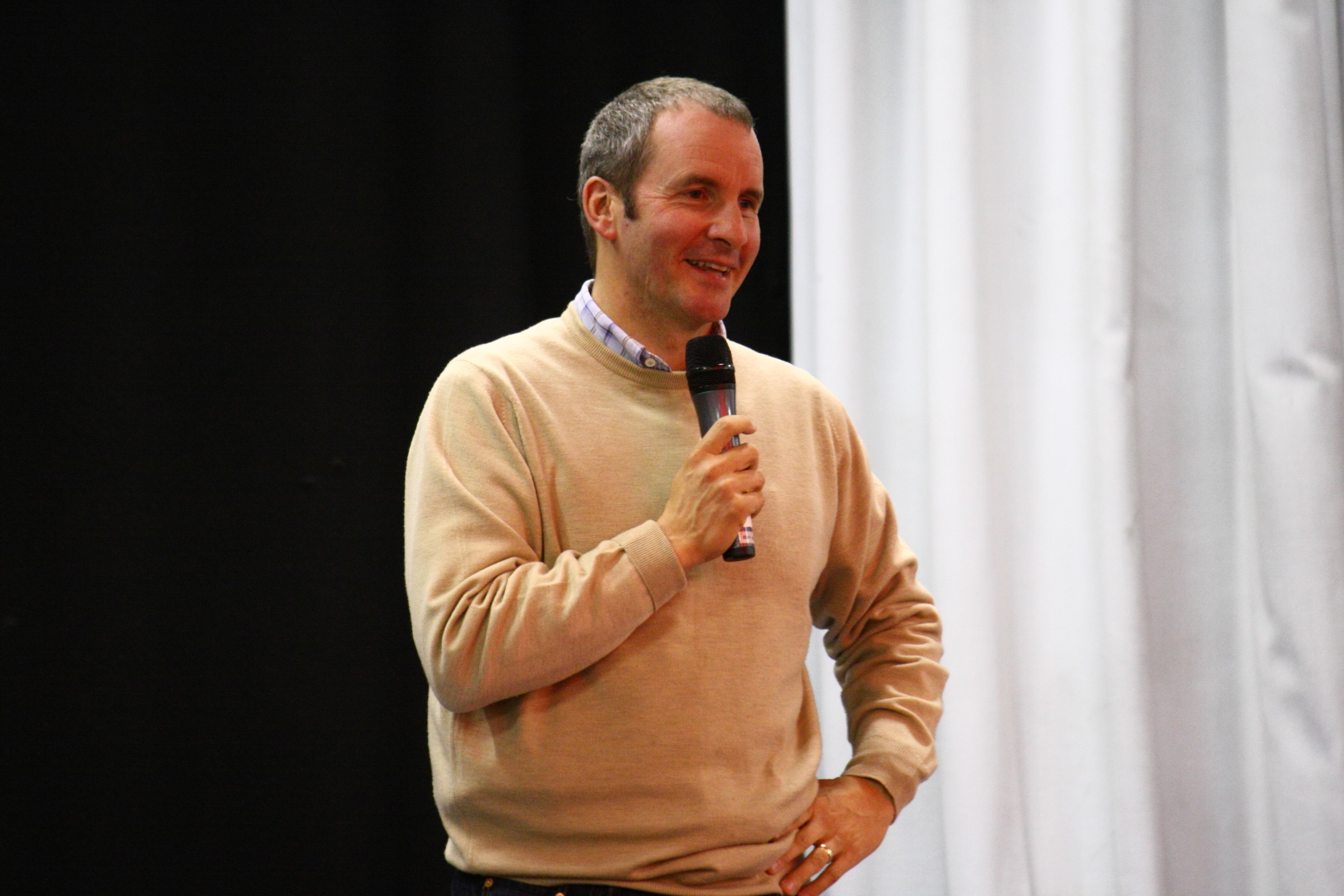
Крис Барри

- Арнольд Иуда Риммер (Крис Барри[англ.]) является вторым вышестоящим членом экипажа: суетливый и напыщенный бюрократ, невротик, трус. Он был восстановлен в виде голограммы, поскольку именно ему Листер за всю свою жизнь сказал больше всего слов (более 14 млн.). В 7 сезоне Риммер покинул экипаж, чтоб стать Асом Риммером (см. ниже). В 8 сезоне сериала Риммер был возвращён к жизни наноботами. В сезоне «Возвращение на Землю» Риммер опять предстаёт в виде голограммы, но не объясняется почему. В ситуациях, когда Риммер обречён, и ему больше нечего терять, он может проявить отвагу, например в серии «Only the Good…» он даже накостылял Смерти. У Риммера три брата, которые (по их словам) стали капитанами звездолётов. Он из семьи офицеров, но, как выяснилось в серии «The Beginning», его отцом оказался садовник.

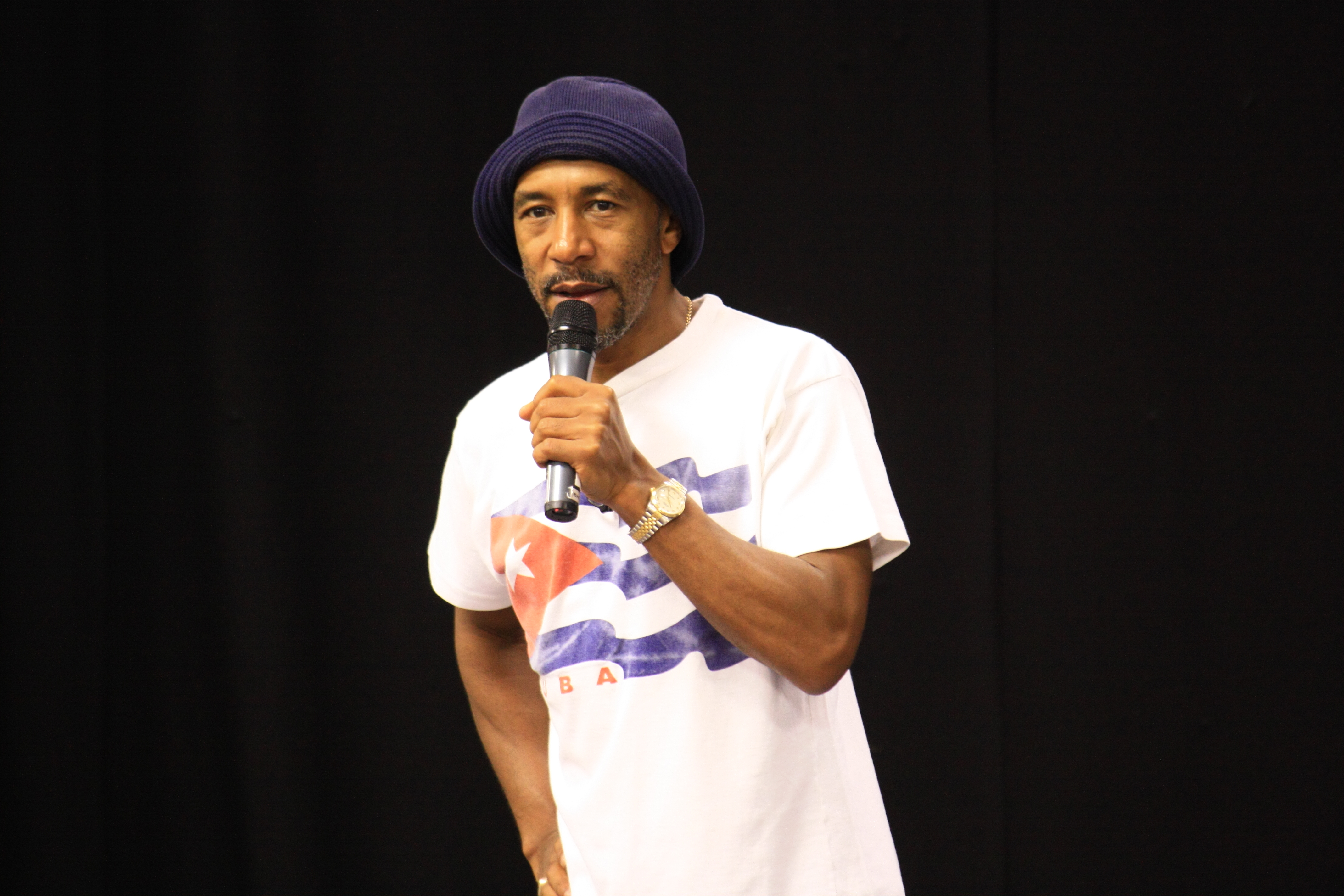
Денни Джон-Джулс

- Кот (Дэнни Джон-Джулс[англ.]). Представляет собой существо, произошедшее от потомков Франкенштейна — кошки Листера. Кот — эгоцентрик, смывается при первом намёке на неприятность, не любит работать, любит поспать и поесть и очень заботиться о своём внешнем виде, не стремится к общению с другими членами экипажа. Однако, с течением времени, он становится всё более зависим от своих товарищей и поэтому начинает походить на стильного, эгоцентричного человека. В серии «Entangled» он говорит, что в его резюме написано: «не помогает, не убирает, только секса желает». Может учуять объекты, находящиеся за пределами чувствительности сенсоров «Звёздного жука».

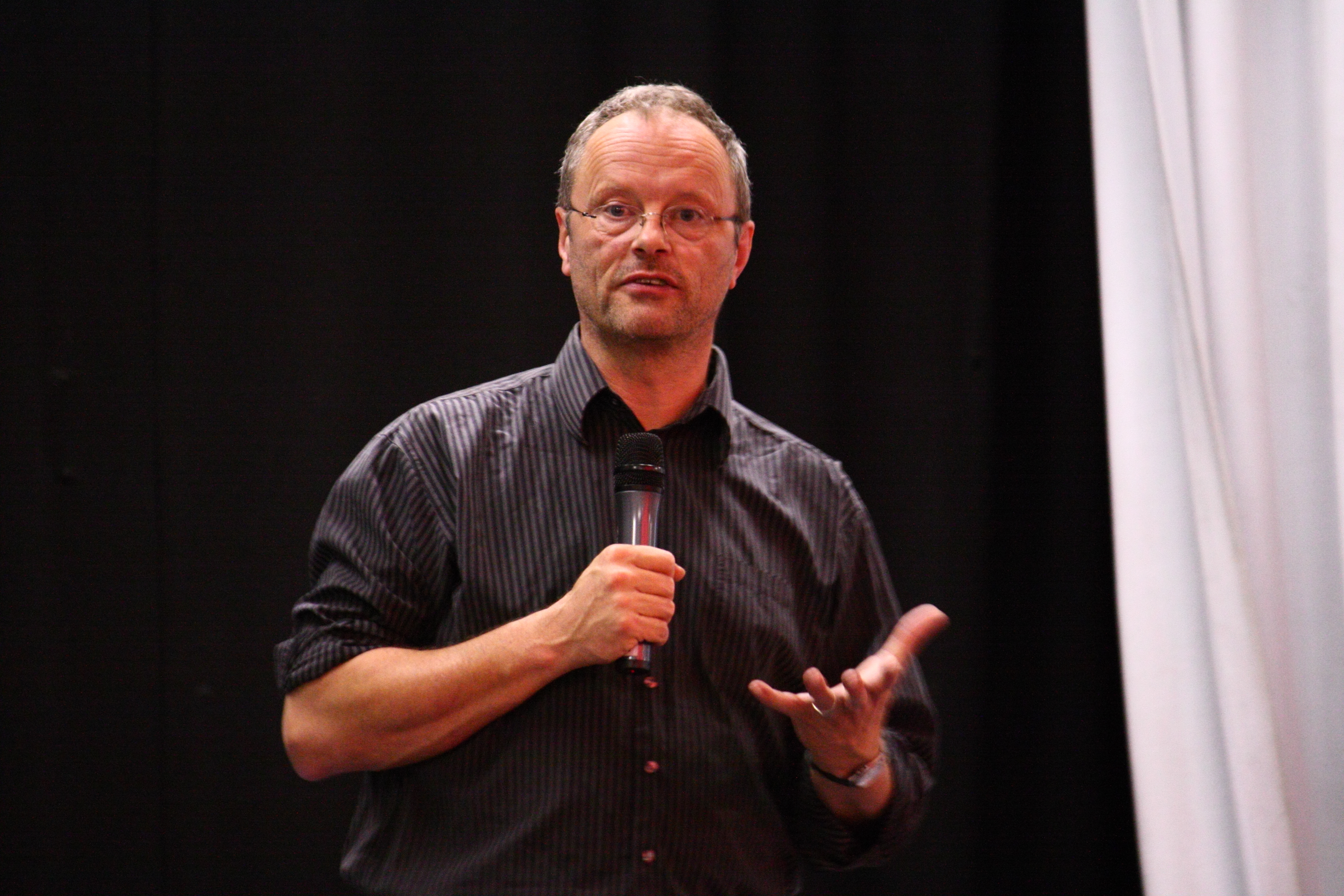
Роберт Ллевелин

- Бортовой компьютер Холли (играли Норман Ловетт[англ.] в сезонах I, II, VII и VIII и Хэтти Хэридж[англ.] в сезонах с III по V), имеет IQ 6000, хотя он сильно истощён за три миллиона лет одиночества после аварии, что привело к «компьютерной дряхлости». Изменение внешнего вида с мужского на женский для сезона III напоминает о компьютере — женщине из параллельной вселенной, с которым встречаются герои в серии «Параллельная вселенная».

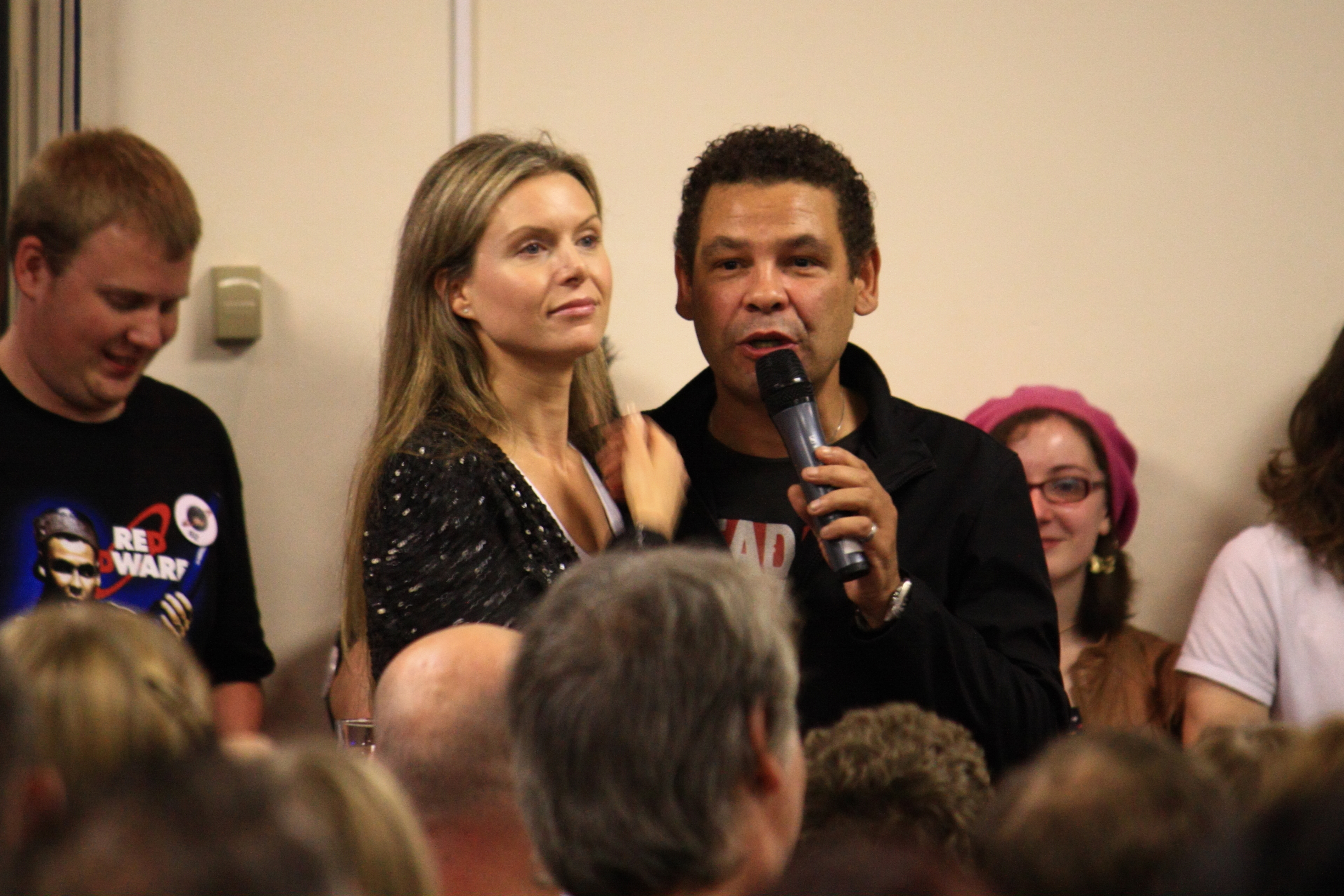
Хлоя Аннет

- Крайтен или «Kryten 2X4B-523P» (Роберт Ллевелин[англ.], а также Дэвид Росс (при первом появлении)), был спасён с разбившегося корабля «Нова 5», где он продолжал служить судовому экипажу, несмотря на то, что они были давно мертвы. Крайтен является обслуживающим механоидом, привыкшим во всём подчиняться, но постепенно Листер взламвает его программу, заставляя Крайтена думать за себя. В серии «Back in the Red» упоминается, что его собрали в 2340 году, после того, как произошла авария на «Красном карлике».
- Кристин Кочански (первоначально её играла Клэр Гроган до появления в этой роли Хлои Аннет[англ.] в сезоне VII). Первоначально была сотрудником навигационно отдела «Красного карлика». Погибла вместе с экипажем во время аварии, но вернулась из альтернативной вселенной в конце сериала. Подруга и мать Листера. Как выяснилось в сезоне «Возвращение на Землю», бросила Листера.

## Производство
Первый сезон стартовал на канале BBC2 в 1988 году. С тех пор было отснято ещё одиннадцать сезонов. Также с 1999 года в производстве находится полнометражный фильм.

### Ранний этап
Роб Грант и Дуг Нейлор разработали идею «Красного карлика» на основе шоу скетчей «Дейв Холлинз: Космонавт-стажёр», транслировавшемся в середине 1980-х на BBC Radio 4. При этом на саму концепцию повлияли такие фильмы и сериалы как «Звёздный путь», «Молчаливый бег», «Чужой», «Тёмная звезда» и «Автостопом по галактике», но также сценаристы решили добавить в свой новый проект изрядную долю британского юмора и сатиры и в конце концов они остановились на жанре ситкома. Сценарий пилотного эпизода был готов ещё в 1983 году, однако несмотря на все старания Гранта и Нейлора, а также продюсера Пола Джексона, BBC постоянно им отказывали, поскольку считали, что научно-фантастический ситком не может стать популярным.
В 1986 году BBC North приняла идею «Красного карлика» как замену закрытого сериала «Счастливые семьи», главным образом из-за настойчивости Пола Джексона. До забастовки электриков 1987 года были отсняты лишь начальные титры , однако в сентябре 1987 году съёмки вновь были возобновлены и в результате пилотный эпизод увидел свет 15 февраля 1988 года.

### Кастинг
На главные роли прослушивались Алан Рикман и Альфред Молина, при этом последний был утверждён на роль Риммера. Однако после того, как Молина испытал трудности с пониманием основной идеи сериала, вместо него пригласили Криса Барри, который ранее уже работал с Грантом и Нейлором, а также снимался в «Счастливых семьях». Крэйгу Чарльзу досталась роль Дейва Листера. Первоначально у него спросили мнение о персонаже Кота, поскольку боялись, что образ получился слишком расистским. Чарльз описал Кота как «крутого красавчика», а после прочтения сценария решил пройти прослушивание на роль Листера. Стэндап-комик Норман Ловетт первоначально прослушивался на роль Риммера, но в итоге ему предложили сыграть бортовой компьютер Холли. Профессиональный танцор и певец Дэнни Джон-Джулс, опоздав на полчаса, практически сразу получил роль Кота, так как произвёл впечатление своей «крутой» внешностью отчасти благодаря костюму в стиле 1950-х, принадлежащему его отцу.

### Написание сценария и режиссура
Сценарии к первым шести сезонам написали Роб Грант и Дуг Нейлор (также они работали под общим псевдонимом Грант Нейлор, хотя в титрах, как правило. его не указывали). В 1995 году, после выхода шестого сезона, Грант покинул проект, чтобы заняться новыми проектами, в то время как Нейлор продолжил писать новые сценарии, как в одиночку, так и в соавторстве с другими сценаристами, в том числе и Робертом Ллевелином, который исполнил роль Крайтена.
Постоянным режиссёром сериала стал Эд Бай, который снял все эпизоды вплоть до конца четвёртого сезона. После он покинул шоу (в итоге он занялся проектом своей жены, Руби Уокс), но во время съёмок всех серий седьмого и восьмого сезонов он вновь занял режиссёрское кресло. Пятый сезон должна была снять Джульет Мэй , однако, когда была отснята лишь половина эпизодов, она вынуждена была уйти по личным и профессиональным причинам. в результате чего в дополнение к написанию сценариев, Грант и Нейлор также стали режиссёрами «Красного карлика». Шестой сезон снял приглашённый режиссёр Энди де Эммони. Продюсированием первых трёх сезонов занималась компания Пола Джексона, после чего контроль над производственным процессом полностью перешёл к Гранту и Нейлору, которые основали собственную продюсерскую компанию. Все восемь классических сезонов были показаны на канале BBC Two (в ранних источниках упоминаемом как BBC2).

### Главная тема и музыкальное сопровождение
Всей музыкой к сериалу занимался композитор Говард Гудалл, в финальной заставке можно услышать вокал Дженны Рассел. Начальные титры первых двух сезонов использовали довольно мрачную главную тему, с третьего сезона зазвучала более жизнерадостная начальная заставка. Гудалл также сочинил музыку к различным песням шоу, включая Tongue Tied (на слова Роба Гранта и Дуга Нейлора). В октябре 1993 года Дэнни Джон-Джулс (как Кот) перепел Tongue Tied, его версия достигла 17 строчки в британских чартах. Сам Гудалл исполнил The Rimmer Song: в эпизоде «Голубой» её пел Риммер, однако в тот момент зритель слышал голос Гудалла, а Крис Барри лишь беззвучно шевелил губами.

### Ремастеринг
В 1998 году, к десятой годовщине сериала (и ещё до выхода восьмого сезона) первые три сезона подверглись ремастерингу и были выпущены на VHS. Изменения включали замена игрушечных моделей компьютерной графикой, сокращение некоторых диалогов и сцен, пересъёмки сцен с участием Холли, создание новых начальных титров, перезапись музыки и звуковых эффектов при помощи цифровых устройств. В 2007 году обновлённая версия также была выпущена на 4 дисках в виде DVD-сборника The Bodysnatcher Collection.

### Перерывы
Между выходом шестого и седьмого сезонов имеется разрыв в три года, возникший главным образом из-за ухода Роба Гранта, решившего заняться другими проектами. Когда сериал вновь вернулся на экраны, он больше походил на фильм: не было живой аудитории, часто использовались декорации и съёмки на местности, а также все сцены снимались при помощи только одной камеры. Когда два года спустя началось производство восьмого сезона, от такого подхода отказались.
В 1999 году сериал был закрыт, поскольку BBC не пожелали продлевать его на девятый сезон. По словам Дуга Нейлора, канал предпочёл вложить деньги в другие проекты. Тем не менее? подписчикам мобильного приложения стал доступен анимационный рождественский спецвыпуск. Однако поклонникам пришлось ждать 10 лет, прежде чем шоу вернулось на экраны в виде мини-сериала «Возвращение на Землю».

### Возрождение сериала

#### Красный карлик: Возвращение на Землю
В 2008 году цифровой канал Dave заказал создание мини-сериала по «Красному карлику», состоящего из трёх эпизодов. «Красный карлик: Возвращение на Землю» был показан в пасхальные выходные 2009 года и все его серии включали также рубрику «Создание», рассказывающую о процессе производства мини-сериала. По сюжету прошло девять лет со дня событий, описанных в эпизоде «Только хорошее…» (при этом финал этого эпизода никак не объясняется вплоть до десятого сезона). Главные герои приблизительно в 2009 году возвращаются на Землю и неожиданно для себя выясняют, что являются всего лишь персонажами популярного телесериала «Красный карлик». Кочански предположительно мертва, а Холли недоступен из-за того, что Листер пролил на него воду. Актриса Софи Винкельман сыграла персонажа по имени Катерина, которая является голограммой и пытается заменить в команде Риммера.
Чтобы достигнуть большей кинематографичности, «Возвращение на Землю» не снимали перед живой аудиторией. Ранее то же самое было при съёмках серии «Обмен телами» и всего седьмого сезона, однако в этот раз создатели также решили не добавлять и заранее записанный закадровый смех. Это также первый сезон «Красного карлика», снятый в формате HD.
Все эпизоды мини-сериала были показаны три вечера подряд, начиная с пятницы 10 апреля 2009 года и получили рекордные для канала Dave рейтинги. Первый эпизод стал самой просматриваемой передачей за всю историю британских цифровых сетей. 15 июня 2009 года «Возвращение на Землю» был выпущен на DVD, 31 августа 2009 года — на Blu-Ray. На официальном сайте мини-сериал позиционировался как «во всех отношениях девятый сезон сериала». Это было подтверждено, когда новый сезон вышел под названием «Красный карлик X», хотя мини-сериал нигде не упоминался как «Красный карлик IX».

#### Красный карлик X
10 апреля 2011 года Dave объявил, что продлил сериал в своей сети на «десятый сезон», состоящий из шести эпизодов и стартующий в конце 2012 года. 11 ноября 2011 года были объявлены даты начала и завершения съёмочного периода, а также подтверждено, что все эпизоды будут сниматься в помещениях Shepperton Studios в присутствии зрителей. Основные съёмки проходили с 16 декабря 2011 года по 27 января 2012 года, впоследствии все актёры возвращались на досъёмки. В новом сезоне вернулся только изначальный состав исполнителей, то есть Чарльз, Барри, Ллевелин и Джон-Джулс. Хлоя Аннет и Норман Ловетт отсутствовали, хотя сценарий включал отсылки на их персонажей.
20 июля 2012 года в социальной сети Facebook состоялась премьера 55-секундного трейлера к десятому сезону. каждую пятницу выходил новый тизер. Сезон стартовал 4 октября 2012 года.

#### Красный карлик XI и XII
После выхода десятого сезона, привлёкшего к просмотру большое количество зрителей, как канал Dave, так и Дуг Нейлор были заинтересованы в производстве новых серий. В мае 2013 года, во время встречи с поклонниками сериала на конвенции Dimension Jump, Нейлор сказал, что переговоры по этому поводу на тот момент ещё велись, но, как сценарист надеялся, съёмки должны были стартовать в феврале 2014 года. В октябре 2013 года Роберт Ллевелин написал в своём блоге, что «одиннадцатому сезону быть» и он выйдет «где-то в 2014 году». Позднее актёр удалил это сообщение, а Дуг Нейлор написал сообщение в Twitter: «Получили твиты о том, что нам дают добро на одиннадцатый сезон „Красного карлика“. Это неправда. Пока». Тем не менее, в январе 2014 года Дэнни Джон-Джулс раскрыл, что сценарии к новым сериям уже пишутся.
В апреле 2014 года на научно-фантастическом фестивале в Скарборо, возле панели «Красного карлика», Джон-Джулс высказал предположение, что съёмки одиннадцатого сезона начнутся в октябре 2014 года, а осенью 2015 года его можно увидеть на Dave.
2 мая 2015 года на очередной конвенции Dimension Jump Нейлор наконец подтвердил, что «Красный карлик» официально продлён на одиннадцатый и двенадцатый сезоны, которые будут сняты к концу 2015 года и выйдут в 2016 и 2017 году соответственно. Продюсированием новых серий занялся Генри Нормал и его компания Baby Cow Productions.
Съёмки обоих сезонов проходили в помещениях Pinewood Studios с ноября 2015 года по март 2016 года. «Красный карлик XI» стартовал 15 сентября 2016 года на потоковом сервисе UKTV Play, за неделю до телевизионной премьеры на Dave. 8 сентября 2017 года было объявлено, что премьера двенадцатого сезона состоится на канале Dave 12 октября 2017 года, а 15 сентября также было добавлено, что каждый эпизод уже за неделю до трансляции по ТВ будет доступен на UKTV Play в рамках услуги «Видео по заказу».

## Тематика сериала
«Красный карлик» основан на привычных для ситкома взаимоотношениях в группе совершенно непохожих и часто неадекватных людей, находящихся в замкнутом пространстве. Его главные герои трусливы, некомпетентны и ленивы, постоянно вступают в грубые и саркастичные диалоги, таким образом являясь юмористической противоположностью обычным исследователям космоса без страха и упрёка, характерным для научно-фантастических сериалов. Создатели сериала, Роб Грант и Дуг Нейлор, рассматривали научно-фантастическую сторону проекта с довольно серьёзной точки зрения, в то время как сатира, пародию и драма содержит большое количество отсылок на различные фильмы, сериалы и книги, такие как «Космическая одиссея 2001 года», «Лучший стрелок», «Робокоп», «Звёздные войны», «Гражданин Кейн», «Дикарь», «Ровно в полдень», «Бунтарь без причины», «Касабланка», «Беспечный ездок», «Терминатор» и роман «Гордость и предубеждение».
Сценаристы в сериях «Красного карлика» регулярно обыгрывали сюжеты художественных фильмов: эпизод третьего сезона «Полиморф» явно пародирует «Чужого», серия четвёртого сезона «Камилла» заимствует ключевые моменты из «Касабланки», а «Переплавка» копирует сюжет фильма «Западный мир». Мини-сериал «Возвращение на Землю» отчасти был вдохновлён «Бегущим по лезвию». Тем не менее, тематика эпизодов не ограничивается лишь фильмами и сериалами, также часто обыгрываются ключевые исторические события и даты. Кроме того, имеет большое значение религия: например, в эпизоде «Ожидание Бога» (название является отсылкой на пьесу Сэмюэла Беккета «В ожидании Годо») она сыграла значимую роль в судьбе расы Кота, воспринимавшей Листера как своего «бога» , а в серии «Лимоны» главные герои встречают человека, называющего себя Иисусом. Один из эпизодов седьмого сезона получил название «Уроборос», что отсылает зрителя к одноимённому мифическому созданию.
Сериал также исследует некоторые популярные научно-фантастические темы, такие как парадоксы путешествия во времени (в том числе и парадокс дедушки), вопросы детерминизма и свободной воли (в нескольких эпизодах), поиски счастья в виртуальной реальности, а также через позиционирование Листера как последнего человека во Вселенной, полное вымирание человечества в далёком будущем.
В «Красном карлике» практически полностью отсутствуют инопланетные расы, поскольку Грант и Нейлор с самого начала договорились не вводить их в сериал. Как правило тематика внеземной жизни ограничивается верой Риммера в инопланетян и «летающие тарелки», что приводит, например, к тому, что он принимает обычный мусорный контейнер за инопланетную капсулу. Также присутствуют формы нечеловеческой жизни: эволюционировавшие земные виды (раса Кота), механоиды и голограммы, созданные людьми, а также созданная искусственным путём «генетико-инженерная форма жизни» (ГИФЖ). В поздних сезонах симулянты и ГИФЖ часто являются главными антагонистами.

## Новые понятия
Сценаристы регулярно используют в эпизодах новые понятия. Наличие таких слов как «голограмный», «долларфунт», Felis sapiens, «симулянты», «ГИФЖ» и других, показывает, что в будущем язык будет развиваться на политическом, технологическом. эволюционном и культурном уровнях. Также создатели составили свой уникальный словарь ругательств. Отчасти это было сделано, чтобы избежать использования реальной обсценной лексики в сериале, а отчасти — чтобы привнести в язык немного футуристичносности. Особо часто используется ругательство smeg и однокоренные ему слова smegging, smegger и smeg-head (в русском переводе как правило передаются как «трах», «трахальщик» и подобные).

## Список серий
| Сезон | Сезон | Подзаголовок         | Эпизоды | Оригинальная дата показа | Оригинальная дата показа |
| Сезон | Сезон | Подзаголовок         | Эпизоды | Премьера сезона          | Финал сезона             |
| ----- | ----- | -------------------- | ------- | ------------------------ | ------------------------ |
|       | 1     | I                    | 6       | 15 февраля 1988 года     | 21 марта 1988 года       |
|       | 2     | II                   | 6       | 6 сентября 1988 года     | 11 октября 1988 года     |
|       | 3     | III                  | 6       | 14 ноября 1989 года      | 19 декабря 1989 года     |
|       | 4     | IV                   | 6       | 14 февраля 1991 года     | 21 марта 1991 года       |
|       | 5     | V                    | 6       | 20 февраля 1992 года     | 26 марта 1992 года       |
|       | 6     | VI                   | 6       | 7 октября 1993 года      | 11 ноября 1993 года      |
|       | 7     | VII                  | 8       | 17 января 1997 года      | 7 марта 1997 года        |
|       | 8     | VIII                 | 8       | 18 февраля 1999 года     | 5 апреля 1999 года       |
|       | 9     | Возвращение на Землю | 3       | 10 апреля 2009 года      | 12 апреля 2009 года      |
|       | 10    | X                    | 6       | 4 октября 2012 года      | 8 ноября 2012 года       |
|       | 11    | XI                   | 6       | 22 сентября 2016 года    | 27 октября 2016 года     |
|       | 12    | XII                  | 6       | 12 октября 2017 года     | 16 ноября 2017 года      |
|       | 13    | The Promised Land    | 1       | 9 апреля 2020 года       | 9 апреля 2020 года       |

## Рейтинги

### Красный карлик VIII
| № | Премьера             | Зрителей (млн) | Ранг |
| - | -------------------- | -------------- | ---- |
| 1 | 18 февраля 1999 года | 8,05           | 1    |
| 2 | 25 февраля 1999 года | 7,58           | 1    |
| 3 | 4 марта 1999 года    | 6,92           | 2    |
| 4 | 11 марта 1999 года   | 5,95           | 1    |
| 5 | 18 марта 1999 года   | 6,76           | 1    |
| 6 | 25 марта 1999 года   | 6,32           | 1    |
| 7 | 1 апреля 1999 года   | 4,52           | 3    |
| 8 | 5 апреля 1999 года   | 4,24           | 3    |

### Красный карлик: Возвращение на Землю
| № | Премьера            | Зрителей (млн) | Ранг | Ранг (кабельное ТВ) | Зрителей повторов (млн) | Всего зрителей (млн) |
| - | ------------------- | -------------- | ---- | ------------------- | ----------------------- | -------------------- |
| 1 | 10 апреля 2009 года | 2,357          | 1    | 1                   | 0,385                   | 2,742                |
| 2 | 11 апреля 2009 года | 1,238          | 2    | 6                   | 0,366                   | 1,604                |
| 3 | 12 апреля 2009 года | 1,197          | 3    | 7                   | 0,245                   | 1,442                |

### Красный карлик X
| № | Премьера             | Зрителей (млн) | Ранг | Ранг (кабельное ТВ) | Зрителей повторов (млн) | Всего зрителей (млн) |
| - | -------------------- | -------------- | ---- | ------------------- | ----------------------- | -------------------- |
| 1 | 4 октября 2012 года  | 1,978          | 1    | 3                   | 0,113                   | 2,091                |
| 2 | 11 октября 2012 года | 1,567          | 1    | 2                   | 0,078                   | 1,645                |
| 3 | 18 октября 2012 года | 1,519          | 1    | 3                   | 0,106                   | 1,625                |
| 4 | 25 октября 2012 года | 1,345          | 1    | 7                   | 0,119                   | 1,464                |
| 5 | 1 ноября 2012 года   | 1,561          | 1    | 4                   | 0,073                   | 1,634                |
| 6 | 8 ноября 2012 года   | 1,4            | 1    | 5                   | 0,107                   | 1,507                |

### Красный карлик XI
| № | Премьера              | Зрителей за неделю (млн) | Зрителей за 4 недели (млн) | Ранг |
| - | --------------------- | ------------------------ | -------------------------- | ---- |
| 1 | 22 сентября 2016 года | 1,456                    | 1,724                      | 1    |
| 2 | 29 сентября 2016 года | 1,443                    | 1,71                       | 1    |
| 3 | 6 октября 2016 года   | 1,144                    | 1,31                       | 1    |
| 4 | 13 октября 2016 года  | 1,096                    | 1,292                      | 1    |
| 5 | 20 октября 2016 года  | 1,18                     | 1,272                      | 1    |
| 6 | 27 октября 2016 года  | 1,024                    | 1,158                      | 1    |

## Реакция

### Признание
Несмотря на то, что пилотный эпизод посмотрело четыре миллиона человек, в целом у серий первого сезона были довольно низкие рейтинги. Тем не менее с каждым последующим эпизодов сериал привлекал всё большее количество зрителей. Пика популярности сериал достиг в 1994 году, когда эпизод шестого сезона «Оруженосцы Апокалипсиса» посмотрело максимальное на тот момент количество зрителей (шесть миллионов) и он получил Международную премию «Эмми» в области Популярных искусств, а также премию British Comedy Awards в номинации «Лучший комедийный сериал от BBC». В 1999 году, во время трансляции восьмого сезона, сериал показал самые высокие рейтинги за всю свою историю: его посмотрело более 8 миллионов британцев. Также сериал ещё трижды номинировался на Международную премию Эмми, получил от Королевского телевизионного общества премию за визуальные эффекты, British Science Fiction Award за лучшую драматическую постановку, восемь премий Gold Awards за высокие показатели продаж на видеоносителях, и стал самым рейтинговым и продолжительным ситкомом канала BBC Two. В 2007 году читатели журнала Radio Times назвали сериал «Лучшим научно-фантастическим шоу всех времён», что, по словам редактора издания Джилл Хадсон, очень удивило всех, поскольку «в этом веке не вышло ни одного нового эпизода».
В 2009 году сериал был возрождён и начал транслироваться цифровым каналом Dave, получив высокие оценки от различных британских телевизионных комиссий. Шоу было положительно принято критиками, а одиннадцатый сезон получил титулы «Лучшего возрождённого ТВ-ситкома» и «Комедии года» по версии читателей сайта British Comedy Guide.

### Критика
Изменения в месте действия, составе актёров и создателей, а также качество производственного процесса того или иного сезона вызывали споры среди критиков и поклонников сериала. В статье «Большие дебаты о Красном карлике», напечатанной в третьем выпуске второго тома Red Dwarf Smegazine, писатели-фантасты Стив Лайонс и Джо Назарро сопоставили ранние и поздние сезоны, выделив их достоинства и недостатки. По мнению Лаонса, ранее шоу обладало «уникальным балансом между научной фантастикой и комедией, что работало великолепно». Назарро признал, что «первые два сезона были очень оригинальными и смешными», но при этом отметил, что «только в третьем сезоне шоу проявило себя наилучшим образом». Шестой сезон, по их мнению продолжил следовать формату «монстра недели», к которому пришёл сериал в пятом сезоне, но при этом оставался визуально впечатляющим. Этот же сезон зрители посчитали ничуть не хуже предыдущих, но при этом его подвергли критике за то, что он превратился в шаблонную комедию, и за нежелательную смену места действия.
Изменения, которым подвергся сериал при производстве седьмого сезона, некоторыми были названы разочаровывающими: при том, что визуально шоу выглядело более дорогостоящим, отказ от жанра ситкома и превращение его в смесь драмы и комедии были рассмотрены как движение в неправильном направлении. Тем не менее, возврат к формату ситкома в восьмом сезоне, был встречен не менее прохладно. Также сериал не раз подвергали критике с целью возродить старую команду «Красного карлика», поскольку создатели свели на нет весь эффект от того, что Листер являлся последним человеком во Вселенной. Однако имелось мнение, что седьмой и восьмой сезон были ничуть не хуже предыдущих. Споры по этому поводу идут до сих пор.

## Спин-оффы и связанная продукция
Логотип сериала и изображение персонажей можно найти на довольно широком спектре товаров. Кроме того, сериал был издан на самых различных носителях. Так, на песню Tongue Tied, прозвучавшую в эпизоде «Параллельная вселенная», была впоследствии выпущен сингл в исполнении Дэнни Джона-Джулса (он спел песню под именем своего персонажа в сериале, Кота), который попал в ТОП-20 британских чартов. Театральная группа из Австралии Blak Yak поставила несколько представлений по мотивам сериала, в том числе, с разрешения создателей, обыгрывающие некоторые эпизоды шоу. В октябре 2006 года вышел интерактивный фильм под названием «Красный карлик: Битва гиков», использующий принцип викторины. Норман Ловетт и Хэтти Хэридж вновь озвучили бортовой компьютер Холли.

### Романы
Создатели сериала, взяв себе общий псевдоним Грант Нейлор, совместно написали два романа. В ноябре 1989 года был опубликован роман «Бесконечность приветствует осторожных водителей», вобравший в себя сюжетные линии из различных серий первых двух сезонов. Второй роман, «Лучше, чем жизнь», вышел в октябре 1990 года и представлял собой расширенную версию сюжета одноимённого эпизода второго сезона. Оба романа существенно расширили предысторию и подробнее раскрыли персонажей.
Авторы планировали написать продолжение «Лучше, чем жизнь», однако Роб Грант решил заняться другими проектами, не связанными с «Красным карликом». Несмотря на это, оба сценариста были должны издательству две книги, в результате они каждый в отдельности решили написать по одной книге, каждая из которых продолжала бы «Лучше, чем жизнь». Роман Дуга Нейлора получил название «Последний человек», его сюжет включал Кристин Кочански как одну из главных героев и в большей степени исследовал научно-фантастическую сторону сериала. Роб Грант же решил написать очередную историю, основанную на одноимённом эпизоде сериала, выпустив книгу «Наоборот».
В 1992 году был выпущен сборник, включавший два первых романа, редакторские поправки к оригинальной рукописи, дополнительные материалы и самый первый вариант пилотного эпизода сериала. Все четыре романа по «Красному карлику» также были выпущены в формате аудиокниг: в первых двух в качестве рассказчика выступает Крис Барри, в «Последнем человеке» — Крэйг Чарльз, в «Наоборот» — сам автор, Роб Грант.
В декабре 2009 года «Бесконечность приветствует осторожных водителей» была переиздана в Германии под названием Roter Zwerg (с нем. — «Красный карлик»).

#### Список романов по «Красному карлику»
| Название                                        | Автор(ы)     |
| ----------------------------------------------- | ------------ |
| Бесконечность приветствует осторожных водителей | Грант Нейлор |
| Лучше, чем жизнь                                | Грант Нейлор |
| Последний человек                               | Дуг Нейлор   |
| Наоборот                                        | Роб Грант    |

### Релиз
Для первого релиза на VHS все эпизоды каждого сезона были разделены на два тома (в случае с седьмым — на три), помеченные как «Байт Один» и «Байт Два» (а также «Байт Три» для седьмого сезона). Эти видео, как это было принято у BBC в те годы, имели также названия, одноимённые с первым эпизодом в томе. Однако в случае «Красного карлика» BBC решили при разделении на тома проигнорировать исходный порядок выхода серий, чтобы в итоге VHS имели названия самых популярных эпизодов сериала. Так, для третьего сезона серии «Обмен телами» и «Слайды времени» были записаны таким образом, чтобы последняя дала своё название релизу; эпизод первого сезона «Уверенность и Паранойя», несмотря на то, что порядок выхода был сохранён, стал заглавным для второго тома — это было сделано из-за того, что «Ожидание Бога» не мог дать своё название тому из-за одноимённого комедийного сериала (события которого происходят в доме престарелых); в пятом сезоне заглавными стали «Назад к реальности» и «Карантин», а все остальные эпизоды были записаны в соответствующем порядке. Также три серии седьмого сезона вышли отдельным изданием с пометкой Xtended, несли в себе дополнительные сцены (в том числе и оригинальную концовку для эпизода «Карусель») и шли без заранее записанного закадрового смеха. Кроме того, после ремастеринга первые три сезона вышли единым сборником, а также вышли два видео-дополнения под названием Smeg Ups (1994) и Smeg Outs (1995) Finally, two outtake videos were released, Smeg Ups in 1994, and its sequel Smeg Outs in 1995..

#### Издание на DVD
Первые восемь сезонов были изданы на DVD в Регионах 1, 2 и 4 в виде сборника, содержащего бонусный диск с дополнительными материалами (начиная с третьего сезона — также документальный фильм о съёмках). В Регионах 2 и 4 также выходил бокс-сет Just The Shows, на котором были записаны эпизоды сезонов с первого по четвёртый (первый том) и с пятого по восьмой (второй том), имелось статическое меню, а покупателям не нужно было платить за дополнительные материалы. В 2007 году вышел сборник The Bodysnatcher Collection, содержащий ремастеринг первых сезонов, а также документальные фильмы о съёмках первого и второго сезонов. Также на нём можно было найти раскадровку неснятого эпизода «Похититель тел» и дописанный сценарий, для завершения которого впервые с 1993 года Роб Грант и Дуг Нейлор объединили усилия. В декабре 2008 года все сезоны вышли под общим названием Red Dwarf: All The Shows — издание было оформлено в формате листа A4 и напоминало фотоальбом. В ноябре 2009 году оно было переиздано в традиционном книжном формате, вернувшись к названию Just the Shows. также все эпизоды были доступны для скачивания на iTunes.
| Название | Дисков | Дата выхода          | Дата выхода          | Дата выхода          |
| Название | Дисков | Регион 1             | Регион 2             | Регион 4             |
| --- | ------ | -------------------- | -------------------- | -------------------- |
| Красный карлик I | 2      | 25 февраля 2003 года | 4 ноября 2002 года   | 3 декабря 2002 года  |
| Красный карлик II | 2      | 25 февраля 2003 года | 10 февраля 2003 года | 1 апреля 2003 года   |
| Красный карлик III | 2      | 3 февраля 2004 года  | 3 ноября 2003 года   | 18 ноября 2003 года  |
| Красный карлик IV | 2      | 3 февраля 2004 года  | 16 февраля 2004 года | 9 марта 2004 года    |
| Just the Shows Vol. 1 Сезоны 1-4 без дополнительных материалов                                                            | 4      |                      | 18 октября 2004 года | 12 ноября 2004 года  |
| Красный карлик V | 2      | 15 марта 2005 года   | 8 ноября 2004 года   | 1 декабря 2004 года  |
| Красный карлик VI | 2      | 15 марта 2005 года   | 21 февраля 2005 года | 6 апреля 2005 года   |
| Красный карлик VII | 3      | 10 января 2006 года  | 7 ноября 2005 года   | 1 декабря 2005 года  |
| Красный карлик VIII | 3      | 2 мая 2006 года      | 27 марта 2006 года   | 20 апреля 2006 года  |
| The Complete Collection Сезоны 1-8 с дополнительными материалами                                                          | 18     | 5 сентября 2006      |                      |                      |
| Just the Shows Vol. 2 Сезоны 5-8 без дополнительных материалов                                                            | 6      |                      | 2 октября 2006 года  | 3 ноября 2006 года   |
| Beat the Geek (Интерактивный фильм)                                                                                       | 1      |                      | 23 октября 2006 года | 3 марта 2011 года    |
| The Bodysnatcher Collection Ремастеринг сезонов Series 1-3                                                                | 4      |                      | 12 ноября 2007 года  | 7 мая 2008 года      |
| Just the Smegs DVD-версия видео Smeg Ups и Smeg Outs                                                                      | 1      |                      | 19 ноября 2007 года  | 3 марта 2011 года    |
| All the Shows Сезоны 1-8 без дополнительных материалов                                                                    | 10     |                      | 10 ноября 2008 года  |                      |
| Красный карлик: Возвращение на Землю                                                                                      | 2      | 6 октября 2009 года  | 15 июня 2009 году    | 17 декабря 2009 года |
| Just the Shows Сезоны 1-8 без дополнительных материалов                                                                   | 10     |                      | 9 ноября 2009 года   |                      |
| The Complete Collection Сезоны 1-3 (ремастеринг), сезоны 4-8, Just the Smegs и режиссёрская версия «Возвращения на Землю» | 19     |                      |                      | 4 августа 2010 года  |
| Красный карлик X | 2      | 8 января 2013 года   | 19 ноября 2012 года  | 12 декабря 2012 года |
| Красный карлик XI | 2      | 8 ноября 2016 года   | 14 ноября 2016 года  | 8 марта 2017 года    |
| Красный карлик XII | 2      | TBA                  | 20 ноября 2017 года  | TBA                  |

#### Издание на Blu-Ray
| Название                             | Дисков | Дата выхода         | Дата выхода          | Дата выхода          |
| Название                             | Дисков | Регион А            | Регион B             | Регион C             |
| ------------------------------------ | ------ | ------------------- | -------------------- | -------------------- |
| Красный карлик: Возвращение на Землю | 2      | 6 октября 2009 года | 31 августа 2009 года | 15 декабря 2009 года |
| Красный карлик X                     | 2      | 8 января 2013 года  | 19 ноября 2012 года  | TBA                  |
| Красный карлик XI                    | 2      | 8 ноября 2016 года  | 14 ноября 2016 года  | TBA                  |
| Красный карлик XII                   | 2      | TBA                 | 20 ноября 2017 года  | TBA                  |

В 2016 году BBC Worldwide начала процесс «восстановления» первых пяти сезонов для их последующего издания на Blu-Ray (в основном для Японии). В 2017 году Дуг Нейлор объявил, что проект приостановлен из-за слишком тусклого изображения итогового материала.

### Журналы
В 1992 году издательство Fleetway Editions начало издавать посвящённый сериалу журнал «Red Dwarf Magazine» (начиная с третьего выпуска — «Red Dwarf Smegazine»). На страницах этого журнала печатались новости по сериалу, интервью, комиксы и проводились различные конкурсы. Комиксы могли быть как адаптацией эпизодов шоу, так и основанными на оригинальном материале, включающем таких популярных персонажей как Мистер Флиббл, Полиморф и Ас Риммер.
Голографические персонажи, по большей части Риммер, как правило были нарисованы в оттенках серого. Сделано это было прежде всего по требованию Гранта и Нейлора, которые хотели реализовать то же самое при производстве сериала, однако не смогли ввиду проблем с бюджетом. Несмотря на то, что количество проданных экземпляров достигало 40 000 в месяц, издатели решили закрыть журнал и сосредоточиться на других публикациях. Последний выпуск вышел в январе 1994 года и включал все интервью и комиксы, которые были запланированы для последующих номеров.
Официальный фан-клуб «Красного карлика» специально для своих членов создал собственный журнал, получивший название «Back to Reality» (в честь финального эпизода пятого сезона шоу). В 1990-х этот журнал также выходил под названием «Better Than Life».

### Американская версия
Несмотря на то, что сериал транслировался различными американскими каналами сети PBS, студия Universal заказала производство американской адаптации (получившей название «Красный карлик: США») для последующего её показа на канале NBC в 1992 году. По сути сюжет американской версии был практически тем же, что и у оригинала, однако большая часть актёров были американцами: Крэйг Бирко в роли Листера, Крис Эйгеман в роли Риммера и Хинтон Бэттл в роли Кота; исключение составили лишь Роберт Ллевелин, который вновь вернулся к роли Крайтена, и британская актриса Джейн Ливз, которую пригласили сыграть Холли. Сценаристом стал Линвуд Бумер, режиссёрское кресло занял Джеффри Мелман, а Грант и Нейлор были указаны в качестве исполнительных продюсеров. Ллевелин, Грант и Нейлор отправились в США после завершения съёмок пятого сезона британского сериала. По их словам актёрскому составу не понравился сценарий, написанный Бумером, но, несмотря на то, что Грант и Нейлор переписали его, в итоге было решено снимать ближе к версии Бумера. В начальных титрах использовалась нарезка кадров из британского «Красного карлика», однако логотип и заглавная тема отличались. Во время съёмок реакция зрителей была положительной и в целом пилотный эпизод был тепло принят живой аудиторией.
Руководство студии было не очень довольно как самим пилотным эпизодом, так и его актёрским составом, однако решило дать американской версии второй шанс, уже с Грантом и Нейлором в качестве сценаристов. Студия заказала своего рода «презентацию», которую нужно было снять в небольшой студии (названной сценаристами «гаражом»). На роль Кота и Риммера были взяты новые актёры: Терри Фаррел и Энтони Фаско соответственно, в результате чего, в отличие от британского оригинала, весь актёрский состав стал белым, из-за чего Крэйг Чарльз в шутку называл американскую версию «Белым карликом». Первоначально во втором пилотном эпизоде роль Риммера попросили сыграть Криса Барри, но он отклонил это предложение. При маленьком бюджете и в кратчайшие сроки были сняты новые сцены, которые объединили с кадрами из пятого сезона британского «Красного карлика», чтобы продемонстрировать динамику сюжета, развитие главных героев и потенциал будущих ремейков. Хотя Ллевелин не участвовал в пересъёмках, Грант и Нейлор добавили кадры с ним, чтобы рассказать о персонаже. В итоге, несмотря на всю проделанную работу, пилотный эпизод так и не был допущен к производству. Фаррел практически сразу получила роль Джазии Дакс в сериале «Звёздный путь: Глубокий космос 9», а Ливз в итоге снялась в телесериале «Фрейзер» в роли Дафны Мун.
Актёры как британской, так и американской версии критиковали подход к подбору актёров для «Красного карлика: США». В первую очередь это казалось Листера, который в оригинальном «Красном карлике» был обаятельным неряхой, а в адаптации был слишком чистым. В документальном фильме 2004 года Dwarfing USA Дэнни Джон-Джулс сказал, что единственным, кто мог бы успешно сыграть Листера в «Красном карлике: США», был Джеймс Белуши. В 2009 году в своём интервью для Kevin Pollak’s Chat Show Бирко подтвердил, что его Листер был «огромной ошибкой» и что для этой роли больше подходил «кто-то вроде Белуши».
Американский пилот был практически снят, но никогда не был показан по телевидению ни в одной стране. Кадры из первой версии были включены в документальный фильм Dwarfing USA, короткометражки о её производстве можно было найти на DVD-издании с пятым сезоном британского оригинала. Из-за проблем с авторскими правами, кадры из второй версии нигде не использовались.
| Персонаж            | Британский сериал                                             | Первый пилот    | Второй пилот    |
| ------------------- | ------------------------------------------------------------- | --------------- | --------------- |
| Дэйв Листер         | Крэйг Чарльз                                                  | Крэйг Бирко     | Крэйг Бирко     |
| Арнольд Иуда Риммер | Крис Барри                                                    | Крис Эйгеман    | Энтони Фуско    |
| Кот                 | Дэнни Джон-Джулс                                              | Хинтон Бэттл    | [Терри Фаррел   |
| Крайтен 2X4B-523P   | Дэвид Росс (сезон 2) Роберт Ллевелин (сезон 3-)               | Роберт Ллевелин | Роберт Ллевелин |
| Holly               | Норман Ловетт (сезоны 1-2, 7-8, 12) Хэтти Хэридж (сезоны 3-5) | Джейн Ливз      | Джейн Ливз      |

### Полнометражный фильм
В 1999 году, после завершения восьмого сезона, Дуг Нейлор решил запустить в производство полнометражный фильм о «Красном карлике» и его экипаже. Он написал итоговый сценарий, а на специализированных сайтах стали появляться постеры. Данные постеры были настоящими, при их помощи Winchester Films продвигали фильм за границей. Также был опубликован тизер и предварительный синопсис, согласно которому действие происходило в далёком будущем, когда раса киборгов захватила власть над Солнечной системой и стёрла человечество с лица Земли. Все корабли, когда-либо покинувшие систему, были выслежены и уничтожены — все, кроме «Красного карлика».
Нейлор посетил Австралию, чтобы определить места будущих съёмок и бюджет. Подготовка к производственному процессу началась в 2004 году, съёмки были запланированы на 2005 год. Тем не менее у проекта возникли финансовые трудности. На встрече с фанами во время проведения конвенции Red Dwarf Dimension Jump Нейлор объявил, что BBC отказались от производства фильма, поскольку по их мнению, несмотря на то, что сценарий был забавным, для фильма этого было недостаточно.
В 2012 году материалы для фильма использовались при производстве финала десятого сезона «Начало».

### Ролевая игра
В феврале 2003 года Deep7 Press (бывшее Deep7 LLC) выпустила ролевую игру Red Dwarf — The Roleplaying Game, позволяющую стать последним выжившим человеком, голограммой, эволюционировавшим домашним животным (кошкой, собакой, игуаной, кроликом, крысой или мышью), различного вида механоидами (серией 4000, Хадзеном 10, воск-дроидом, а также, при наличии пака Extra Bits Book, серией 3000) или ГИФЖ.
Вместе с игрой также шло три дополнения: все правила игры на 176 страницах, AI Screen (аналог Game Master’s Screen у некоторых ролевых игр) и Путеводитель по сериалу. Путеводитель по сериалу содержал краткое изложение первых восьми сезонов, а также некоторые особенности игры за каждого из персонажей.
Игра удостоилась высоких оценок за то, что она сохранила комический дух оригинала, за интересный сценарий и за качество справочного материала. Однако некоторые рецензенты отметили, что по сравнению с другими ролевыми играми на рынке игровая механика Red Dwarf — The Roleplaying Game была слишком простой и скучной.

### Red Dwarf Night
14 февраля 1998 года, накануне 10-й годовщины шоу, BBC Two запустила цикл передач под общим названием «Red Dwarf Night». Цикл включал как старый, так и новый материал, его ведущим и связующим звеном был актёр Патрик Стюарт. В дополнению к этому логотип канала был изменён: в нём появилась цифра 2 и изображение скутера. Сам цикл начала передача «Can’t Smeg, Won’t Smeg», являющаяся специальным выпуском кулинарной программы «Can’t Cook, Won’t Cook», ведущим которой является Эйнсли Хэрриот, который появился в эпизоде шестого сезона «Эмохоук: Полиморф II» в роли ГИФЖ. По сюжету выпуска персонажи «Красного карлика» разделились на две команды (Крайтон с Листером и Риммер с Котом, позднее вместо Кота появляется его альтер эго Дуэйн Дибли), каждой из которой было дано задание приготовить куриный виндалу.
После небольших скетчей и отрывков из старых серий, начался «Universe Challenge», спецвыпуск «University Challenge». Несмотря на то, что вёл выпуск бессменный ведущий программы Бамбер Гаскойн, сюжет строился на противостоянии хорошо проинформированных поклонников «Красного карлика» актёрскому составу сериала в лице Криса Барри, Крэйга Чарльза, Роберта Ллевелина, Хлои Аннет и Дэнни Джона-Джулса. После него был показан документальный фильм «Красный карлик от А до Я», который распределил основные понятия шоу по буквам алфавита. В виде «говорящих голов» в эпизоде предстали Стивен Хокинг, Терри Пратчетт, первый продюсер сериала Пол Джексон, мистер Блобби, Патрик Стюарт и далек. Вечер завершился показом эпизода «Оруженосцы Апокалипсиса».

## «Дейв Холлинз: Космонавт-стажёр»
«Красный карлик» был основан на серии скетчей «Дейв Холлинз: Космонавт-стажёр», выходивших в рамках радио-передачи Son of Cliché от BBC Radio 4. Продюсерами этих скетчей были Роб Грант и Дуг Нейлор. По сюжету Дэйв Холлинз (озвученный Ником Уилтоном) остаётся один на корабле вдали от родной планеты и его самым надёжным спутником остаётся компьютер Хаб (говорящий голосом Криса Барри). После просмотра фильма Джона Карпентера «Тёмная звезда» Грант и Нейлор решили использовать данный сюжет при производстве нового телевизионного шоу, однако внесли некоторые изменения. Изначальные 7 триллионов лет сна главного героев были сокращены сначала до 7 миллиардов, а затем до 3 миллионов. Были добавлены персонажи Арнольда Риммера и Кота. После того как футболист Дэйв Холлинз стал известен на весь мир, имя главного героя решено было изменить на Дэйв Листер, а компьютер Хаб был переименован в Холли. Также Крис Барри, озвучивший Хаба, вернулся в «Красном карлике» уже в качестве Арнольда Риммера. Скетчи о Дэйве Холлинзе можно было найти на DVD-изданиях сезонов с пятого по восьмой.